# Ваганова, Ольга Сергеевна
Ольга Сергеевна Ваганова (род. 19 февраля 2001, Екатеринбург) — российская волейболистка, нападающая-доигровщица.

## Биография
Начала заниматься волейболом в УОР № 1 города Екатеринбурга у тренера Дмитрия Ежова, а затем у Елены Сенниковой и Татьяны Макаровой. В 2018 получила приглашение из ВК «Уралочка» и на протяжении четырёх сезонов выступала за фарм-команду клуба в Молодёжной лиге и высшей лиге «А» чемпионата России. В сезоне 2020—2021 дебютировала в суперлиге, проведя за «Уралочку-НТМК» 1 матч, а с 2022 является постоянным игроком основного состава команды.

### Клубная карьера
- 2018—2022 —  «Уралочка»-2-УрГЭУ (Свердловская область) — молодёжная лига и высшая лига «А»;
- 2021 и с 2022 —  «Уралочка-НТМК» (Свердловская область) — суперлига.

## Достижения
- победитель Молодёжной лиги чемпионата России 2019.
- двукратный серебряный призёр чемпионатов России среди команд высшей лиги «А» — 2021, 2022.